# محضرة (بعدان)

تعديل مصدري - تعديل

محضرة محلة تابعة لقرية الفجاحي، التابعة لعزلة بني عواض بمديرية بعدان إحدى مديريات محافظة إب في الجمهورية اليمنية، بلغ تعداد سكانها 101 حسب تعداد اليمن لعام 2004.